# Monica Groop
Gerd Monica Groop, född 14 april 1958 i Helsingfors,  är en finlandssvensk mezzosopran. Hon är dotter till diplomorganisten Astrid Riska.
Hon debuterade som Charlotte i Massenets Werther 1987 och år 1989 kom hon till final i Singer of the World-tävlingen i Caerdydd. Groop uppträder i roller från flera Mozart-operor (Dorabella, Cherubino, Zerlina), R Strauss Ariadne, Debussys Mélisande, men även som rhendotter Wellgunde i Wagners Nibelungens ring. Hon är också uppskattad för sina solistuppträdanden och inspelningar av barockmusik, oratorier och Lieder.
Hon har uppträtt på internationella operascener, bl.a. Neapel, Rom, Madrid, Toulouse, Royal Opera House Covent Garden, Opéra Comique i Paris, Kungliga Operan, Los Angeles, Amsterdam, Köln, New York City Opera.
Hon tilldelades Pro Finlandia-medaljen 2005.